# Wahlen zum Repräsentantenhaus der Vereinigten Staaten 1862
Die Wahlen zum Repräsentantenhaus der Vereinigten Staaten 1862 fanden ab dem 2. Juni 1862 statt. Dabei wurden in den Vereinigten Staaten an verschiedenen Wahltagen die Abgeordneten des Repräsentantenhauses gewählt. Die Wahlen waren Teil der allgemeinen Wahlen zum 38. Kongress der Vereinigten Staaten in jenem Jahr, bei denen auch ein Drittel der US-Senatoren gewählt wurden. Da die Wahlen etwa in der Mitte der Amtszeit des republikanischen Präsidenten Abraham Lincoln stattfanden (Midterm Election), galten sie auch als Votum über die bisherige Politik des Präsidenten. Überschattet waren die Wahlen von den Ereignissen des Amerikanischen Bürgerkrieges.
Zum Zeitpunkt der Wahlen bestanden die Vereinigten Staaten aus Sichtweise der Nordstaaten aus 34 Bundesstaaten (Kansas war inzwischen hinzugekommen). In der Realität nahmen die elf aus der Union ausgetretenen Südstaaten, die nun die Konföderierten Staaten bildeten, nicht an der Wahl teil. Daher betrug die Zahl der in den verbliebenen 23 Bundesstaaten zu wählenden Abgeordneten 184. Die Sitzverteilung basierte auf der Volkszählung von 1860.
Bei der Wahl mussten die Republikaner deutliche Verluste hinnehmen. Sie verloren 23 Sitze und kamen nun nur noch auf 85 Mandate. Gleichzeitig gelang den Demokraten ein Zugewinn von 28 Mandaten. Die Mehrheit blieb allerdings trotzdem bei den Republikanern. Die Unionisten kamen auf 25 Sitze. Gründe für die Republikanischen Verluste waren die schleppende Kriegsführung, ein ansteigende Inflation, neu eingeführte Steuern zur Finanzierung des Krieges, Gerüchte über Korruption in der Republikanischen Verwaltung, die Einführung der Wehrpflicht, die zeitweise Aussetzung bestimmter Rechte und die Angst, befreite ehemalige Sklaven könnten den Arbeitsmarkt überfluten.
Frauen und Sklaven waren weder wahlberechtigt noch wählbar. In vielen Bundesstaaten waren auch freie Afroamerikaner von der Wahl ausgeschlossen.

## Wahlergebnis
- Demokratische Partei 72 (44) Sitze
- Republikanische Partei: 85 (108) Sitze
- Unionisten: 25 (26) Sitze
- Sonstige: 2 (5) Sitze

Gesamt: 184
In Klammern sind die Ergebnisse der letzten Wahl zwei Jahre zuvor. Veränderungen im Verlauf der Legislaturperiode, die nicht die Wahlen an sich betreffen, sind bei diesen Zahlen nicht berücksichtigt, werden aber im Artikel über den 38. Kongress im Abschnitt über die Mitglieder des Repräsentantenhauses bei den entsprechenden Namen der Abgeordneten vermerkt. Das Gleiche gilt für Wahlen in Staaten, die erst nach dem Beginn der Legislaturperiode der Union beitraten. Daher kommt es in den Quellen gelegentlich zu unterschiedlichen Angaben, da manchmal Veränderungen während der Legislaturperiode in die Zahlen eingearbeitet wurden und manchmal nicht.